# L'Homme qui prenait sa femme pour un chapeau
L'Homme qui prenait sa femme pour un chapeau (titre original : The Man Who Mistook His Wife for a Hat) est un livre publié en 1985 par Oliver Sacks, neurologue d'origine anglaise. Il s'agit plus précisément d'un recueil dans lequel l'auteur décrit les affections « les plus bizarres » qu'il a rencontrées. Le titre provient du cas d'un homme qui savait reconnaître les objets composés de formes géométriques simples, tel un chapeau, mais pas les visages, dont le sien et celui de sa femme.
L'ouvrage comprend 24 essais répartis en quatre sections. Les deux premières sections se concentrent sur les manifestations provenant de l'hémisphère droit du cerveau, alors que la troisième et la quatrième décrivent des manifestations phénoménologiques : réminiscences spontanées, perceptions modifiées et manifestations remarquables apparaissant chez les personnes dites retardées.

## Résumé
« Nombreux et subtils sont les chemins qui mènent à l'anormalité ; ils diffèrent d'un patient à l'autre, et d'un jour à l'autre chez chaque patient. »

— Oliver Sacks, L'homme qui prenait sa femme pour un chapeau
Ce livre n'est pas un livre de médecine qui nécessite des connaissances en neurologie pour être apprécié. Pour autant, un certain nombre de prérequis, en neuropsychologie, en neurosciences ou en neurologie est fortement conseillé pour vraiment investir cet essai. En effet, il explore plutôt la personnalité humaine et sa fantastique capacité d'adaptation. Oliver Sacks s'intéresse autant aux patients qu'à leur pathologie sans développer les détails médicaux.  
Le livre s'ouvre sur le cas étrange du docteur P. incapable de reconnaître les visages, y compris le sien. Possédant pourtant des yeux intacts, il ne sait reconnaître le plus banal des objets (une rose, sa chaussure gauche, un gant, etc.). Le docteur P. est atteint d'une agnosie visuelle lui ayant fait perdre tout sens du « concret ». La partie abstraite du monde n'est en revanche pas un problème puisqu'il identifie à coup sûr des formes géométriques quand on les lui présente (c'est aussi pour ça qu'il n'a pas de problème avec la musique). C'est dans son monde abstrait que cet être quasi extraterrestre (comme le définit l'auteur) a un jour confondu la tête de sa femme avec son chapeau.
Parmi les essais, citons ceux portant sur :
- Jimmie G. a perdu la capacité de former sa mémoire à court terme à cause du syndrome de Korsakoff. Depuis sa démobilisation à la fin de la Seconde Guerre mondiale, il ne peut former de nouveaux souvenirs, même si un événement est survenu quelques minutes auparavant. Il croit qu'il est toujours en 1945 et se comporte normalement comme un homme jeune, sauf en ce qui concerne son incapacité à se souvenir de son passé et des événements récents.
- Une dame a perdu au complet sa proprioception : elle est incapable de situer physiquement son corps par rapport à son environnement.
- Un homme a partiellement perdu son sens de l'équilibre à la suite d'une maladie qui a atteint une partie de ses oreilles. Cette perte l'empêche de maintenir la station verticale sans une aide visuelle : il a monté un niveau à bulle dans ses lunettes.
- Ray, le tiqueur blagueur victime d'un syndrome de Gilles de La Tourette bénin qui finit par rester sous haldol en semaine et libre le week-end et les cas beaucoup plus graves de syndrome de Tourette qui sont de fait des « psychoses de Tourette ».
- Des jumeaux autistes, incapables de lire ou de multiplier, sont pourtant capables de « calculer » de très grands nombres premiers, jusqu'à vingt chiffres. Pour tester leur capacité, Sacks a utilisé un ouvrage listant de tels nombres. Lors d'une séance, ils auraient compté d'un seul coup d'œil le nombre de cure-dents tombés par terre : 111, soit le triple de 37, un nombre premier. Cependant, la véracité de ce fait a été remise en cause en 2006[2]. Cet épisode a été transposé dans le film Rain Man.
- Un étudiant en médecine, âgé de 22 ans, après une nuit sous l'influence d'amphétamines, de cocaïne et de PCP, se réveille le matin pour découvrir que son odorat s'est amplifié de façon dramatique. Plusieurs années après avoir rédigé cet ouvrage, Sacks a avoué qu'il s'agissait de lui-même[3].